# Federico Capitoni
Federico Capitoni (Roma, 1980) è un critico musicale, giornalista e saggista italiano.

## Biografia
Si laurea prima in Scienze della Comunicazione e poi in Filosofia alla Sapienza di Roma, continuando a coltivare gli studî musicali per proprio conto.
Dal 2006 scrive sul quotidiano la Repubblica come giornalista musicale, estendendo poi la collaborazione ai periodici dello stesso gruppo editoriale, quali Il Venerdì e L'Espresso, diventando nel frattempo caporedattore del mensile Musikbox e dirigendo Rondò (rivista musicale della quale è uno dei fondatori). Tra le altre sue collaborazioni ci sono gli inserti culturali di quotidiani come Il Sole 24 Ore, Il manifesto, Il Fatto Quotidiano, Avvenire e le maggiori riviste musicali italiane e internazionali (tra le quali Amadeus, Classic Voice, Il Giornale della Musica, Classic Rock).
Autore, conduttore e regista radiofonico, dopo l'esordio a Radio Città Futura ha iniziato a lavorare per Radio Rai, ove si è anche occupato del restauro digitale di documenti inediti dell'archivio storico per la pubblicazione in CD con le etichette Twilight Music e Rai Trade. Costantemente dedicato a cogliere le relazioni tra filosofia e musica, è autore e conduttore di un ciclo di trasmissioni radiofoniche sul rapporto tra musica e filosofia in onda su Radio Vaticana.
Assieme al compositore Domenico Turi, è autore dell'opera panettone Non è un paese per Veggy.
All'attività di docente di Storia della musica in conservatorio affianca l'insegnamento di materie riguardanti la comunicazione e la sociologia della musica presso vari atenei.
È anche attivo come filosofo pratico. È membro del Mensa.

## Opere
Libri
- Copio dunque sono. Il secolo del disco è finito, con Ernesto Assante, Federica Forte e Gabriele Niola, Coniglio Editore, 2009 ISBN 978-88-6063-222-7
- Guida ai musicisti che rompono. Da Beethoven a Lady Gaga, con Massimo Balducci, Giudizio Universale, 2011 ISBN 978-88-904784-5-1
- La verità che si sente. La musica come strumento di conoscenza, Asterios, 2013 ISBN 978-88-95146-94-2
- La critica musicale, Carocci, 2015 ISBN 978-88-430-7662-8
- In C, opera aperta. Guida al capolavoro di Terry Riley, Arcana, 2016 ISBN 978-88-6231-892-1
- Canone Boreale. 100 opere del Novecento musicale (colto sopra l'equatore), Jaca Book, 2018 ISBN 978-88-16-41472-3
- Toccare, Jaca Book, 2020 ISBN 978-88-16-80253-7
- La quadratura del cerchio/Quella cosa priva di nome (con R. Wagner), Aragno, 2022 ISBN 978-88-9380-193-5
- Presente Continuo. Discografia della Musica Contemporanea, Mimesis, 2024 ISBN 979-12-2230-547-9

Contributi in volumi collettanei
- Aa. Vv., Il grande dizionario della canzone italiana (a cura di Dario Salvatori), Rizzoli, 2006 ISBN 88-17-01284-X
- Aa. Vv., La musica che gira intorno (Andrea Pazienza), Grifo Edizioni Di, 2006 ISBN 88-7390-100-X
- Mozart Reloaded, in Ricreazioni. L'arte tra i frammenti del tempo (a cura di Achille Bonito Oliva), DeriveApprodi, 2017 ISBN 978-88-6548-194-3
- Arco, cerchio, sfera, spirale. Figure di manifestazione del tempo nella sua totalità musicale, in Enciclopedia delle arti contemporanee. I portatori del tempo (volume IV), Electa Mondadori, 2018 ISBN 9788891812001
- Post, in La bottega dei falsautori (di F. Basciano), Arcana, 2018 ISBN 978-8862315197